# エンカウンター (駆逐艦)
| エンカウンター（1938年） | |
| 艦歴                     | |
| 発注                     | |
| 起工                     | 1933年3月15日 |
| 進水                     | 1934年3月29日 |
| 就役                     | 1934年11月2日 |
| 退役                     | |
| その後                   | 1942年3月1日スンダ海峡にて日本艦隊の攻撃を受け戦没。 |
| 除籍                     | |
| 性能諸元                 | |
| 排水量                   | 1,350トン |
| 全長                     | 318 ft 3 in (97.00 m) p/p 329 ft (100 m) o/a |
| 全幅                     | 33 ft 3 in (10.13 m) |
| 吃水                     | 12 ft 6 in (3.81 m) |
| 機関                     | アドミラルティ・ボイラー3基 パーソンズ式減速タービン、2軸推進、36,000 shp (27,000 kW) |
| 最大速                   | 35.5ノット (40.9 mph; 65.7 km/h) |
| 乗員                     | 145名 (1942年 173名) |
| 兵装                     | 4.7 インチ Mk. IX L/45 (119 mm)単装砲 4門 12.7mm Mark III 四連装機銃 2基 7.7 mm機関銃 5挺 533 mm 四連装魚雷発射管 2基 爆雷60発 爆雷投射機 2基 (1940年) 撤去 ・533 mm 四連装魚雷発射管 1基 増備 ・3 インチ(76 mm)単装砲 1門 ・エリコン 20 mm 単装機関砲 2門 |

エンカウンター (HMS Encounter, H10) は、イギリス海軍の駆逐艦。E級。

## 艦歴

### 就役
ホーソン・レスリー社で建造。1933年3月15日起工。1934年3月29日進水。同年11月2日就役。同型艦と共に「エンカウンター」は第5駆逐艦戦隊を編成し、本国艦隊に所属した。1939年9月の第二次世界大戦開戦の直前、E級駆逐艦は新造のK級駆逐艦に置き換えられた。

### 欧州戦線
1940年のドイツ軍によるノルウェー侵攻（ヴェーザー演習作戦）時は、本国艦隊艦艇の護衛に当てられた。それが終わると、「エンカウンター」はジブラルタルへ移された。それから1年以上、たまにイギリス本土とジブラルタル間の船団護衛に従事したほかは地中海で活動した。「エンカウンター」は1940年11月27日のスパルティヴェント岬沖海戦や、1941年2月のジェノヴァ攻撃に参加した。

### 対日戦
極東で戦争の危機が高まってくると、「エンカウンター」は巡洋戦艦「レパルス」などと共に1941年10月に当時イギリスの植民地支配下にあったシンガポールへ向かい、12月初めに到着した。
戦艦「プリンス・オブ・ウェールズ」と巡洋戦艦「レパルス」が1941年12月10日のマレー沖海戦で日本軍に撃沈された後は、最初はインド洋での船団護衛に従事しそれからアメリカ－イギリス－オランダ－オーストラリア連合部隊（ABDACOM）に加わった。

### 沈没
「エンカウンター」は1942年（昭和17年）2月下旬にスラバヤ沖海戦に参加。3月1日、スンダ海峡で重巡洋艦「エクセター」、アメリカ駆逐艦「ポープ」と共に日本艦隊によって撃沈された。まず駆逐艦「山風」が「エクセター」の乗組員67名を救助。続いて「エンカウンター」の生存者約240名が駆逐艦「雷」(工藤俊作艦長)に救出され、艦上で救急措置を受けた後にオランダ海軍の病院船「オプテンノール」に引き渡された。